# Marie-Therese Mäder
Marie-Therese Mäder (* 8. Mai 1968 in Opfikon) ist eine Schweizer Medien-, Religions- und Kulturwissenschaftlerin.

## Leben und Forschung
Nach der Ausbildung zur Schauspielerin an der Schauspiel-Akademie Zürich (1988 bis 1991) und zehnjähriger Berufserfahrung studierte Marie-Therese Mäder Philosophie, Filmwissenschaft und Religionswissenschaft an der Universität Zürich und promovierte 2011 zum Verhältnis von Film und Religion. Die Dissertation wurde 2012 mit dem Jahrespreis der Theologischen Fakultät der Universität Zürich ausgezeichnet.
2011 bis 2012 war sie Assistentin und von 2013 bis 2016 Oberassistentin am Zentrum für Religion, Wirtschaft und Politik der Universität Zürich. Forschungsaufenthalte führten sie 2012 an die Yale University und 2015 an das Massachusetts Institute of Technology in den Vereinigten Staaten.
Seit 2017 ist sie Lehrangestellte am Zentrum für Religion, Wirtschaft und Politik der Universität Zürich und unterrichtet seit 2017 Medienethik an der Fachhochschule Graubünden und an der Berner Fachhochschule. Nach der 2019 erlangten Habilitation zu Darstellungen religiöser Gemeinschaften in den Medien ist sie seit 2020 Lehrbeauftragte für Religionswissenschaft am Lehrstuhl für Religionswissenschaft und Religionsgeschichte der Ludwig-Maximilians-Universität München. 2021 hat sie eine im Rahmen des EU-Programms Horizont 2020 ausgeschriebene Marie-Skłodowska-Curie-Fellowship für ein zweijähriges Forschungsprojekt zum Thema der Mediatisierung von Hochzeiten gewonnen.
Ihre Forschungsschwerpunkte sind Medien und Religion, Darstellungen religiöser Gemeinschaften in den Medien, Mormonentum, die Passion in der Filmgeschichte, Digital Religion, Migration und Medien und die Mediatisierung von Übergangsritualen.
Sie ist Mitherausgeberin der Fachzeitschrift Journal for Religion, Film and Media, Mitherausgeberin der Buchreihen Medien und Religion beim Nomos Verlag und Religion, Film, Medien beim Schüren Verlag sowie Mitglied der Forschungsgruppe Medien und Religion, des International Exchange on Media and Religion und der Internationalen Forschungsgruppe Film und Theologie.
Neben ihrer Forschungstätigkeit wirkt Marie-Therese Mäder als Mitglied interreligiöser und ökumenischer Jurys bei internationalen Filmfestivals.

## Schriften (Auswahl)
- Mit Natalie Fritz: Uncertain Destinies and Destinations. Audiovisual Perspectives on Migration and Religion. Religion, Film und Medien, Bd. 7. Marburg: Schüren, 2022, ISBN 978-3-7410-0356-1.
- Mormon Lifestyles. Communicating Religion and Ethics in Documentary Media. Baden-Baden: Nomos, 2020.[12]
- Mit Alberto Saviello, Baldassare Scolari: Highgate Cemetery: Image Practices in Past and Present. Baden-Baden: Nomos, 2020.[13]
- Mit María T. Soto-Sanfiel, "We are open-minded, tolerant, and care for other people." Comparing Audience Responses to Religion in Documentaries, Journal of Media and Religion, 18/3, 2019, 98–114.
- Mit María T. Soto-Sanfiel, Identifying with a Religious Character. Journal of Religion in Europe.
- Mit Natalie Fritz, Anna-Katharina Höpflinger, Stefanie Knauß, Daria Pezzoli-Olgiati: Sichtbare Religion. Eine Einführung in die Religionswissenschaft. Berlin: De Gruyter, 2018, ISBN 3-11-053407-X.
- Mit Natalie Fritz, Daria Pezzoli-Olgiati, Baldassare Scolari: Leid-Bilder. Die Passionsgeschichte in der Kultur. Religion, Film und Medien, Bd. 1. Marburg: Schüren, 2018.
- Mit Anna-Katharina Höpflinger. "Who, Being Loved, Is Poor?" Material and Media Dimensions of Weddings, Journal for Religion, Film and Media 4/2, 2018.
- Mit Dolores Zoé Bertschinger, Anna-Katharina Höpflinger, Natalie Fritz: Augen-Blicke. 29 Perspektiven auf Religion. Festschrift zum 50. Geburtstag von Daria Pezzoli-Olgiati. Zürich: Theologischer Verlag Zürich, 2017.
- Mit Daria Pezzoli-Olgiati: Thinking Methods in Media and Religion. Journal for Religion, Film and Media, No. 1, 2015.
- Mit Charles Martig, Daria Pezzoli-Olgiati: Lost in Transition. Wege der kulturellen und religiösen Identitätssuche. Film und Theologie, Bd. 23. Marburg: Schüren, 2013.
- Die Reise als Suche nach Orientierung. Eine Annäherung an das Verhältnis zwischen Film und Religion. Film und Theologie, Bd. 21. Marburg: Schüren, 2012.